# Calcul parasitaire
Un calcul parasitaire est une forme de calcul distribué qui est réalisé à l'insu de personnes possédant des ressources sur un réseau public comme l'Internet.

## Exemple
Bien qu'existant depuis longtemps, un article ((en)  ) du journal Nature démontre l'utilisation que l'on peut faire du calcul parasitaire pour trouver un résultat aux problèmes 3-SAT (et donc tout problème NP-complet comme le problème du voyageur de commerce)
La machine parasitaire utilise le mécanisme de somme de contrôle du protocole TCP selon le mécanisme suivant :
- La machine parasitaire établit une connexion à un serveur via un protocole applicatif comme HTTP ;
- Elle envoie un paquet {\displaystyle Y} contenant une somme de contrôle {\displaystyle X} ;
- Si la somme de contrôle correspond, la machine cible enverra une réponse à l'envoyeur, sinon, la machine cible ignorera le paquet malformé (pas de réponse retournée).

Ainsi, pour une solution {\displaystyle X} d'un problème, il est possible d'utiliser toutes les combinaisons {\displaystyle Y_{i}} de l'énoncé {\displaystyle Y}, d'envoyer ces combinaisons à différents serveurs de l'Internet et attendre que l'un d'entre eux trouve la solution {\displaystyle Y_{j}}.

## Menace et prévention
Cette technique ne constitue pas un risque majeur pour une machine et peut seulement la ralentir. Il est donc possible de classer cette technique parmi les attaques par déni de service, même si ce n'est pas là son but.
Il existe des modules de logiciel de détection d'intrusion pour Snort qui permettent de détecter ce genre d'utilisation frauduleuse de ressources.